# Bonnie Somerville
Bonnie Somerville (Brooklyn, 24 februari 1974) is een Amerikaans televisie- en filmactrice. Ze speelde terugkerende personages in onder meer Grosse Pointe, NYPD Blue, Friends en Kitchen Confidential. In 2000 debuteerde ze op het witte doek, toen ze verscheen in zowel Bedazzled, Crime and Punishment in Suburbia als Sleep Easy, Hutch Rimes.
Somerville is naast actrice tevens zangeres. Zo zingt ze onder meer het lied Winding Road op de soundtrack van de film Garden State.

## Filmografie
*Exclusief televisiefilms
- Nobody (2009)
- The Ugly Truth (2009)
- Labor Pains (2009)
- Band from TV: Hoggin' All the Covers (2008)
- Shades of Ray (2008)
- Without a Paddle (2004)
- Spider-Man 2 (2004)
- Bedazzled (2000)
- Crime and Punishment in Suburbia (2000)
- Sleep Easy, Hutch Rimes (2000)

## Televisieseries
*Exclusief eenmalige gastrollen
- Cashmere Mafia - Caitlin Dowd (2008, zeven afleveringen)
- Kitchen Confidential - Mimi (2005-2006, dertien afleveringen)
- NYPD Blue - Det. Laura Murphy (2004-2005, vijftien afleveringen)
- The O.C. - Rachel Hoffman (2003, vijf afleveringen)
- In-Laws - Alex Landis (2002-2003, vijf afleveringen)
- Friends - Mona (2001-2002, zeven afleveringen)
- Grosse Pointe - Courtney Scott (2000-2001, zeventien afleveringen)
- Code Black - Christa Lorenson (2015 - 18 afleveringen)

- Biblioteca Nacional de España: XX4910890
- Gemeinsame Normdatei: 141471514
- International Standard Name Identifier: 0000 0001 1454 4576
- Library of Congress Control Number: no2004102697
- Virtual International Authority File: 107008294
- WorldCat: E39PBJhGYX9GXVmtPmygCjtqcP